# Luka Vezilić
Luka Vezilić (ur. 2 lipca 1948 w Dubrowniku) – chorwacki piłkarz wodny. W barwach Jugosławii srebrny medalista olimpijski z Moskwy.
Zawody w 1980 były jego jedynymi igrzyskami olimpijskimi. Z reprezentacją Jugosławii był także brązowym medalistą mistrzostw świata w 1978 oraz brązowym (1974) i srebrnym medalistą mistrzostw Europy (1977). W 1979 zwyciężał na igrzyskach śródziemnomorskich.